# Hoek van Holland
Hoek van Holland é uma cidade no oeste da Holanda. Ela está situada no litoral do Mar do Norte, na margem norte do Rio Nieuwe Waterweg. A cidade é administrada pelo município de Roterdão como um distrito da cidade. Seu distrito ocupa uma área de 16,7 km 2 (dos quais 13,92 km 2 é de terra). Em 1 de Janeiro de 1999, tinha uma população estimada em 9400.
As cidade próximas são Monster, 's-Gravenzande, Naaldwijk e Delft, para o nordeste, e Maassluis  para o sudeste. No outro lado do rio tem os portos Europoort e Maasvlakte. Uma parte da grande praia de areia com grandes dunas de areias, é designada para utilização dos naturistas.
Durante a Segunda Guerra Mundial este foi um dos lugares mais importantes para os alemães para segurar por causa dos portos.

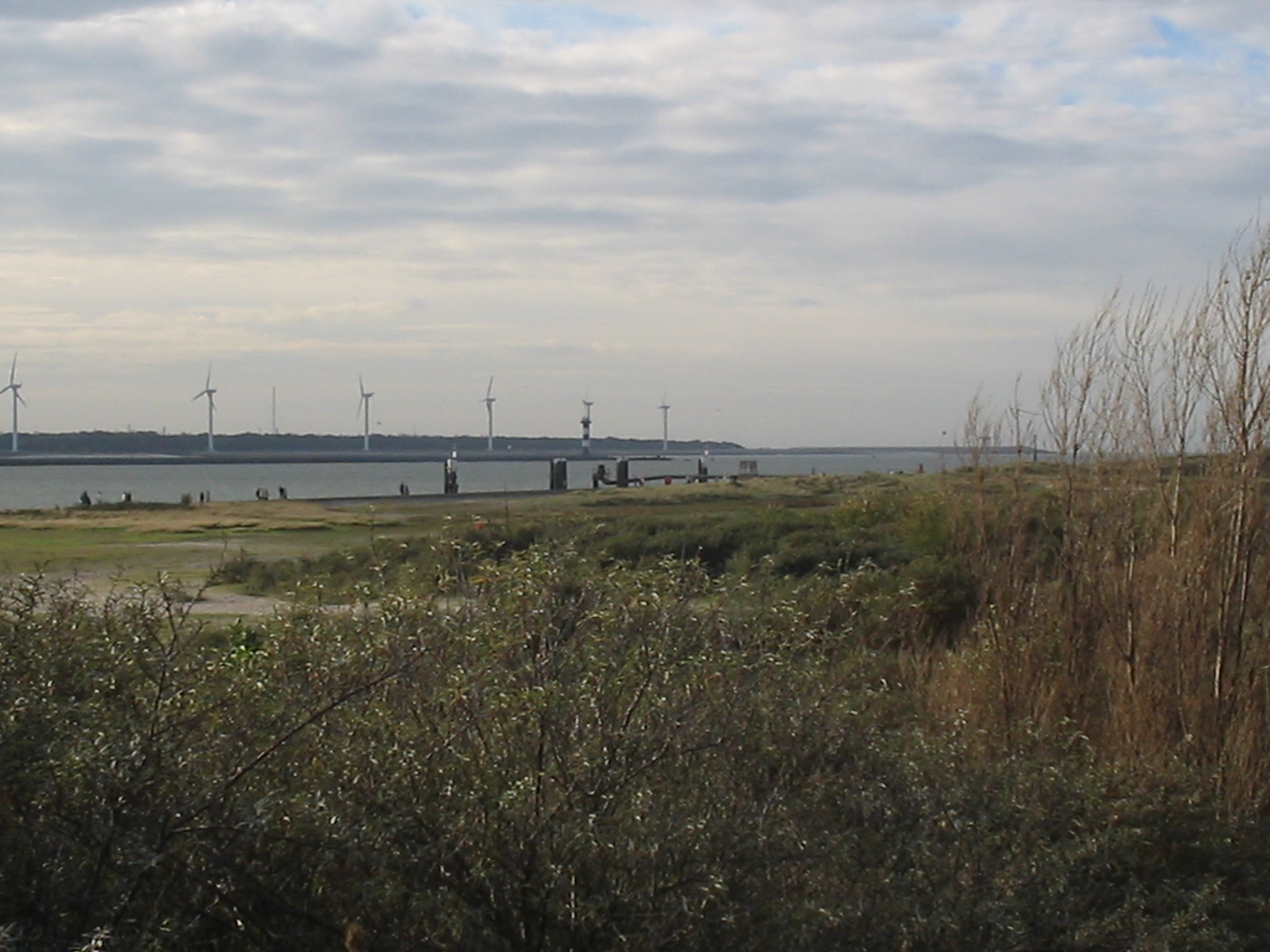
Dunas

## Transportes
Há duas estações ferroviárias na cidade, a Hoek van Holland Strand próximo à praia, e a Hoek van Holland Haven, próximo ao centro da cidade. A linha férrea liga a cidade a quatro estações, a Estação Rotterdam Central, Estação Maassluis, Estação Central Vlaardingen e a Estação Schiedam Central.